# Aşağısaklıca, Ağrı
Aşağısaklıca là một xã thuộc thành phố Ağrı, tỉnh Ağrı, Thổ Nhĩ Kỳ. Dân số thời điểm năm 2011 là 384 người.